# As Aventuras de Augie March
As Aventuras de Augie March é um romance picaresco do escritor canadense Saul Bellow publicado em 1953. Narra as aventuras enfrentadas por Augie March ao longo de sua infância e vida adulta.
É considerado um romance de formação por narrar o desenvolvimento do protagonista, Augie March, que cresce durante a Grande Depressão. Narrado em primeira pessoa, o romance mostra os inúmeros eventos com relacionamentos, empregos, dinheiro e pobreza que acabam por formar a personalidade de Augie March, um jovem nascido em um lar humilde de Chicago e criado por sua mãe que busca abrir por si só seu caminho no mundo, como ele relata logo nas frases inicias do romance.
O livro ganhou o prêmio de 1954 do National Book Award de ficção. Foi considerado um dos cem melhores livros escritos em inglês pela revista Time e pelos editores da Modern Library.

## Resumo da trama
O livro acompanha o crescimento de Augie March, da infância à maturidade. Augie, com seus irmãos Simon e George, que tem uma deficiência mental, não tem pai e é criado pela sua mãe, que está ficando cega, e por uma pensionista tirânica, cuja relação com eles é como a de uma avó, de forma bastante humilde na área popular de Chicago. Augie passa de uma situação a outra descompromissadamente – em questões como empregos, relacionamentos amorosos, educação e estilo de vida.
O caminho de Augie March mostra-se metade feito por si e metade nascido do acaso. Suas condições de vida passam rapidamente de a de um jovem adotado por um casal rico, que acaba por tentar mimá-lo, a uma luta pela existência roubando livros e ajudando amigos em situações desesperadoras. Sua aventura mais incomum é seu voo para o México com a selvagem e indomável Thea, que tenta capturar lagartos com uma águia. Thea tenta convencer Augie a participar dessa tarefa aparentemente impossível.
Nas suas mudanças de trabalhos, foi assistente geral de Einhorn, um homem um pouco corrupto, que foi ajudado por Augie no treinamento de cães; trabalhou em uma mina de carvão para seu irmão e também para o Congresso de Organizações Industriais - até afinal juntar-se à marinha mercante na guerra.
Augie envolve-se com diversos tipos de mulheres. Quando jovem começa seu primeiro relacionamento, envolvendo-se com uma prima rica de sua cunhada. No entanto, devido a uma confusão da qual não tem culpa, ela rompe com ele. Após um caso com Sophie, uma camareira grega, ele é dispensado por Thea, a quem ele conheceu quando vivia com os ricos Renlings e com quem começou a criar um relacionamento, apesar de estar apaixonado por sua irmã. Depois do destre no México, onde ele sofreu um acidente grave com um cavalo, ele e Thea começam a se distanciar; ele gastando seu tempo jogando cartas e ele caçando cobras e lagartos nas montanhas. A separação inevitável dos dois vem quando, em uma noite, ele concorda em ajudar uma mulher, Stella, a fugir dirigindo para outra cidade, para que ela escape de um namorado problemático. Após o rompimento, Augie retorna para Chicago e para Sophie, até que entra para a marinha mercante e é enviado para Nova York. Lá ele reencontra-se novamente com Stella e casa-se com ela.
Ao longo do livro, Augie recebe grandes incentivos para melhorar continuar seus estudos, mas nunca parece realmente se interessar por isso, apesar de ler livros com os quais desenvolve uma filosofia de vida. Quanto aos incentivos, algo ou alguém sempre aparece subitamente, mudando o curso do caminho da educação de Augie antes de ele sequer considerar seriamente voltar à escola.
Durante a guerra, seu navio é afundado e ele passa por um episódio difícil em um bote salva-vidas com um homem que revela-se um lunático. Depois de ser resgatado, ele volta para Stella e o livro termina com eles vivendo uma vida um pouco duvidosa na França, ele envolvido em negócios bastante obscuros e ela tentando seguir uma carreira de atriz.

## História de publicação
Em 1948, Bellow estava decepcionado com as vendas e a recepção de seu último romance, The Victim, de 1947, e buscava algo diferente de seus dois romances publicados (seu livro de estreia é Dangling Man, de 1944), que focavam nos mundos interiores dos personagens.
Após mudar-se para a França, Bellow deu início a seu próximo projeto, The Crab and the Butterfly. De acordo com a biografia de Bellow escrita pelo editor James Atlas, Bellow: A Biography, de 2002, o livro, do qual somente um capítulo chegou aos dias de hoje, narra a conversa de dois homens em um hospital. Os problemas encontrados por Bellow na escrita do livro, porém, o levaram a deixá-lo inacabado.
Após uma espécie de epifania que teve relacionada ao cenário metropolitano de Paris, onde tinha um cômodo, Bellow teve a ideia para um novo romance. Este novo livro seguiria estilos diferentes e, ao invés de sério e maduro como seus outros dois romances, seria satírico e mostraria a formação de um jovem. Bellow relata que escreveu quase que ininterruptamente e com poucas revisões a primeira metade do livro, que seria intitulado de As Aventuras de Augie March e acabaria por tornar-se o primeiro sucesso da carreira literária de Bellow.

## Leituras críticas
Apesar do estilo picaresco estar presente no romance desde o início, as questões apresentadas por Bellow são particularmente modernas. Com um enredo complexo e um estilo permeado de alusões, ele explora, muitas vezes com conotações cômicas, temas contrastantes de alienação e permanência, pobreza e riqueza, amor e perda.
Diferente de outros romances picarescos, a trama de As Aventuras de Augie March não segue uma trajetória clara. O romance narra o amadurecimento do personagem sem focar em eventos particulares ou dar pistas de um foco, o que acaba por criar a impressão de que Augie, como um homem comum, está perdido em um mundo caótico, mas também realça a impressão de que o homem comum, por ser uma criação autônoma, está no controle de seu próprio destino. Alternadamente, Bellow expõe as forças alienadoras de Chicago enquanto mostra as oportunidades que ela oferece.
O romancista Nathaniel Rich chama em um ensaio As Aventuras de Augie March de “o grande mito do século XX da literatura americana”, mostrando a ascensão de um novo herói literário que precisa abrir seu próprio caminho, seguindo os mesmos moldes de heróis anteriores que surgem de um povo subjugado, como os judeus o eram nesse início de século.
Essa visão é apoiada pelas célebres frases iniciais do romance, e foi criada com base nas próprias ideias de Bellow, que imaginava que, por ser, como seu protagonista, um emigrante judeu, teve que abrir seu próprio caminho na literatura, muitas vezes falhando, como no início da carreira, quando foi “ignorado pelo meio literário por ser um judeu de Chicago”.
Ao mesmo tempo, há críticos que veem o livro como uma desconstrução da ideia tradicional de “herói americano”, sendo, de acordo com o escritor Leonard Kriegel, “a busca americana depois de examinada”. Assim como outros heróis literários, “ele vem de um lar pobre; desconhece a identidade de seu pai; recusa-se a ficar preso em roupas elegantes, posição social ou riqueza”, e tem diversas “qualidades heroicas”, como sua inteligência, compaixão e percepção. Apesar disso, Augie não está fadado a tanto sucesso quanto os outros, assim como, ao contrário deles, não estabelece obrigações consigo mesmo nem responsabilidades exteriores, o que acaba influenciando na sua história. Através disso, Bellow cria seu argumento de que uma mente afiada e ideais puros não valem para nada se eles não estiverem relacionados a propósitos ativos e um entendimento claro das relações sociais.